# مرحله پسین خط

BEOL (لایه فلزپوشش) و FEOL (افزاره).

فرایند برساخت سیماس

مرحله پسین خط (BEOL) بخش دوم برساخت آی‌سی است که در آن قطعات‌های مجزا (ترانزیستورها، خازن، مقاومت، و غیره) با سیم‌کشی بر روی ویفر، لایه فلزپوشش میان‌هابند می‌شود. فلزات رایج مس و آلومینیوم هستند. BEOL به‌طور کلی زمانی شروع می‌شود که اولین لایه فلز روی ویفر ته‌نشین‌شده باشد. BEOL شامل اتصالات، لایه‌های عایق‌سازی (دی‌الکتریک)، سطوح فلزی و محل‌های اتصال‌زنی (به انگلیسی: bonding) برای همبندش‌های (به انگلیسی: connections) تراشه-به-بسته‌ است.
پس از آخرین گام FEOL ، ویفر با ترانزیستورهای مجزاشده (بدون سیم) وجود دارد. در قسمت BEOL اتصال‌های مرحله برساخت (پدها)، سیم‌های میان‌هابند، میان‌راه‌ها (به انگلیسی: vias) و ساختارهای دی‌الکتریک تشکیل می‌شود. برای فرایند آی‌سی مُدرن، بیش از ۱۰ لایه فلزی را می‌توان در BEOL اضافه کرد.
مراحل BEOL:
1. سیلیسایش (به انگلیسی: Silicidation) ناحیه‌های سورس و درین و ناحیه پلی سیلیکون
2. افزودن دی‌الکتریک (لایه اول دی‌الکتریک پیش-فلزی (PMD)-برای عایق‌کردن فلز از سیلیکون و پلی سیلیکون)، CMP آن را پردازش می‌کند
3. ایجاد حفره‌هایی در PMD، ایجاد اتصالات در آنها
4. اضافه‌کردن لایه فلزی ۱
5. اضافه‌کردن یک دی‌الکتریک دوم به نام دی‌الکتریک بین-فلزی (IMD)
6. ایجاد میان‌راه‌هایی از میان دی‌الکتریک برای اتصال فلز پایین‌تر به فلز بالاتر. میان‌راه‌های پُرشده توسط فرایند سی‌وی‌دی فلزی.
مراحل ۴–۶ را برای بدست آوردن تمام لایه‌های فلزی تکرار می‌شود.
7. اضافه‌کردن لایه رویینش (به انگلیسی: passivation) برای محافظت از ریزتراشه

قبل از سال ۱۹۹۸، عملاً همه تراشه‌ها از آلومینیوم برای لایه‌های میان‌هابند فلزی استفاده می‌کردند.